# Palazzo Papi Mattii
Il Palazzo Papi Mattii, conosciuto anche come Palazzo dei Marchesi, con le caratteristiche Fonti di Sopra, è uno storico palazzo situato a Montieri (GR), di fianco al Palazzo Comunale.

## Storia e descrizione
Si presenta come un imponente palazzo con un loggiato a due archi al piano terra, dove sono situate le fonti pubbliche. Queste fonti ricevevano le acque dal Poggio di Montieri e furono costruite nel 1233, come attesta una lapide posta sul fronte. Al di sopra della lapide è uno stemma marmoreo rappresentante un leone rampante, quello che Siena dette a Montieri dopo averne preso possesso. Il palazzo dei Marchesi fu realizzato sopra le fonti dopo il 1621, quando Vincenzo Salviati ricevette il marchesato di Montieri dal granduca Cosimo II. L'edificio è stato poi restaurato in stile neorinascimentale nei primi anni del Novecento con la sostituzione delle originarie pietre squadrate della facciata con mattoni, contemporaneamente alla costruzione dell'adiacente Palazzo Comunale ad opera dell'architetto Lorenzo Porciatti.